# 萬代橋
萬代橋（ばんだいばし/よろづよばし）は、新潟県新潟市中央区の信濃川に架かる国道7号（重複: 国道8号、国道17号、国道113号、国道350号）の道路橋梁。国の重要文化財に指定されている。新潟市の信濃川に架橋された初めての橋で、1886年（明治19年）に初代橋が竣工された。
東大通、萬代橋通りと柾谷小路とを結び、新潟駅万代口から万代シテイを経て古町に至る中央区中心部のメインストリートの一部を成す。

## 概要
第3代となる現橋は1929年（昭和4年）6月に竣工、側面に御影石（花崗岩）の化粧板を施した6つのアーチを連ねる鉄筋コンクリート橋である。橋長306.9 m、幅員22.0 m。車道は片側2車線の計4車線で、車道両端に自転車歩行者道を備え、橋梁両詰には橋詰広場が計4箇所設けられている。また橋梁両詰には人道函渠（ボックスカルバート）が各1箇所設けられ、西詰（左岸側）は新潟市道川岸町下大川前通線（信濃川左岸線）、東詰（右岸側）は新潟市道信濃川右岸線をそれぞれ立体交差によりオーバーパスしており、両市道の歩道との間には橋詰広場とを連絡する階段が設けられている。
現橋梁は当初、車道の中央部に路面電車の軌道を通す併用軌道の橋梁として設計されたが実現に至らず、車道は上下計4車線の道路となっている。
昭和時代初期における大規模なコンクリートアーチ橋の貴重な現存例であり、新潟市のシンボルとして、またランドマークの1つとして広く定着している。
日本の建築史上、文化的な価値が高いとして、2002年（平成14年）11月23日に土木学会選奨土木遺産に認定された。さらに現橋の架橋75周年を迎えた2004年（平成16年）、国の重要文化財に指定されたのを機に、漢字表記を新字体の「万代橋」から、建設時よりの橋名板表記である「萬代橋」に復した。これに伴い同年春から夏に掛けて、架橋当初の姿に復すリニューアル工事が実施された。
なお、橋梁名は1886年（明治19年）の架橋当初は「よろづよばし（現代仮名遣いでは「よろずよばし」）」と訓読したが、のちに音読の「ばんだいばし」へ転訛して正式の橋梁名もそれに倣い、そのまま現在に至るまで定着している。

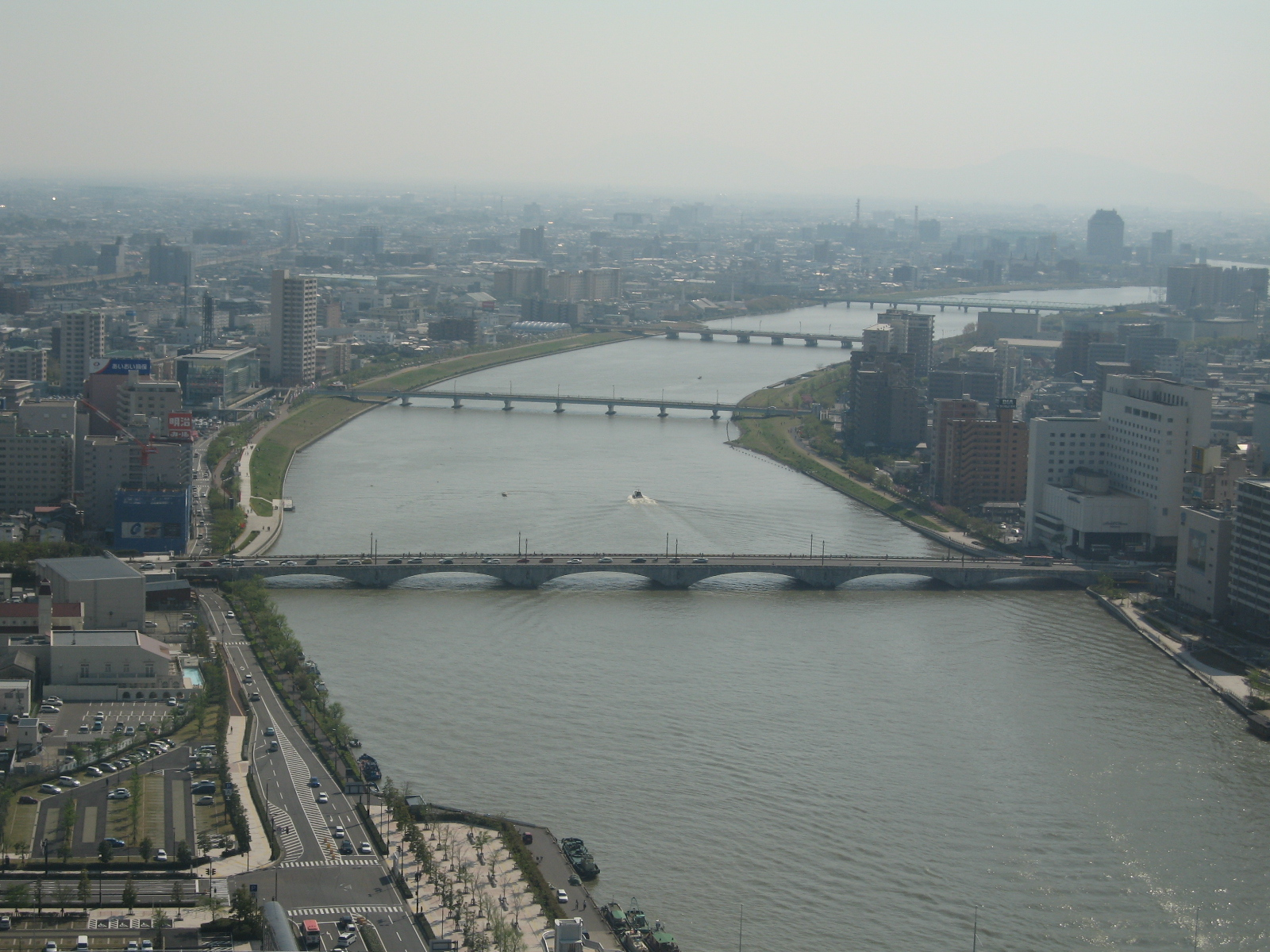
朱鷺メッセ展望台フロアからの萬代橋
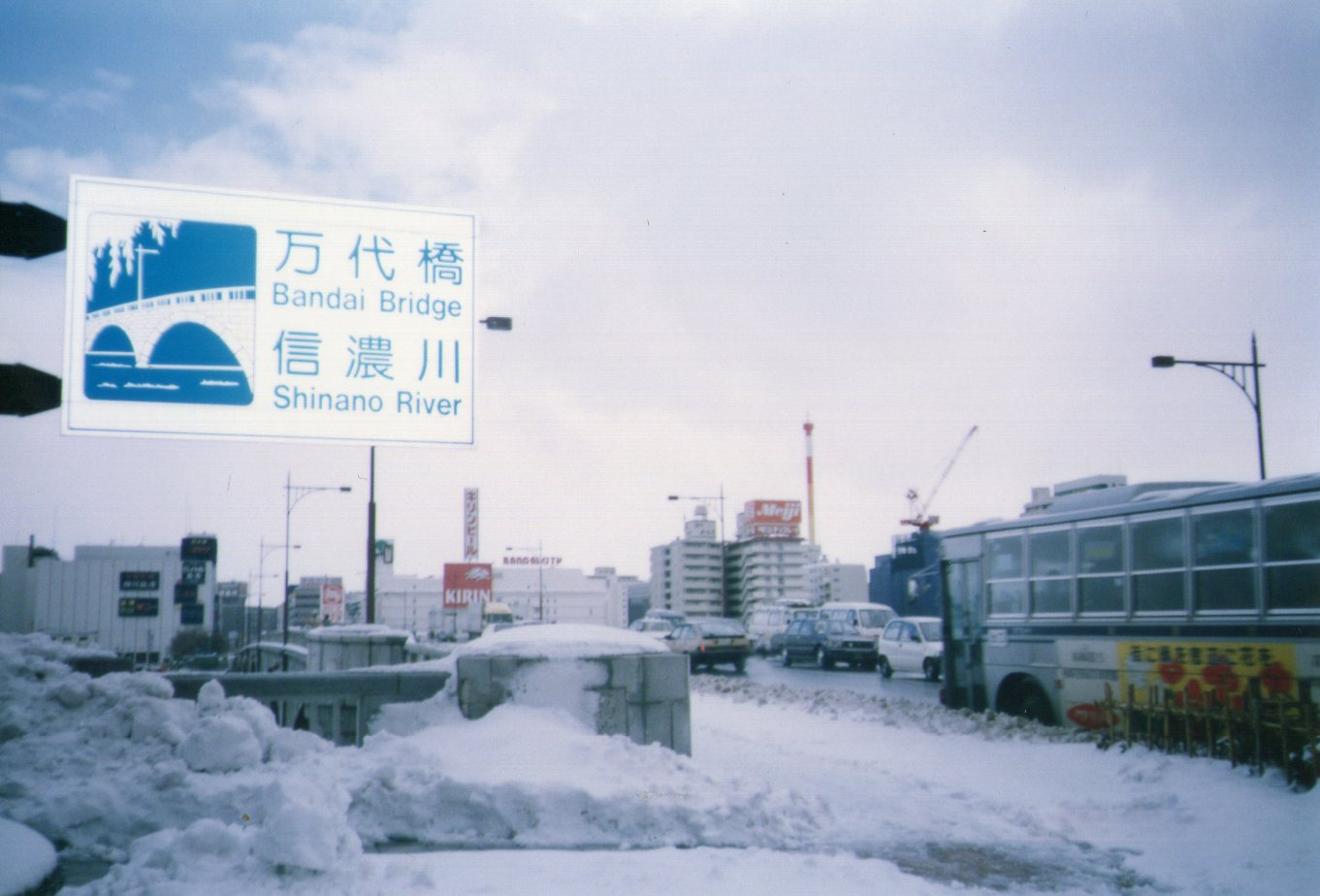
雪景色の万代橋(91年2月25日)
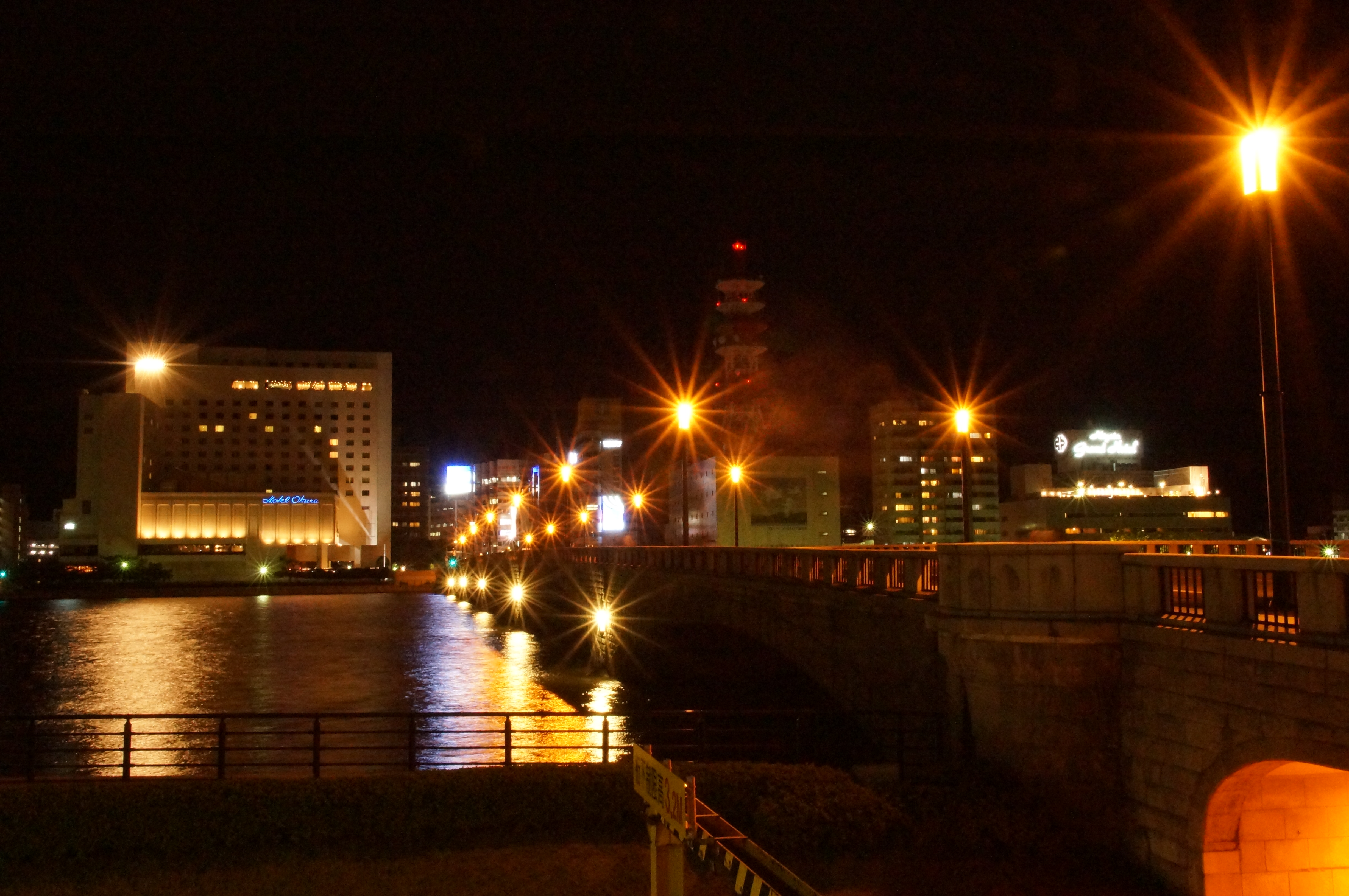
夜の萬代橋

## 地理

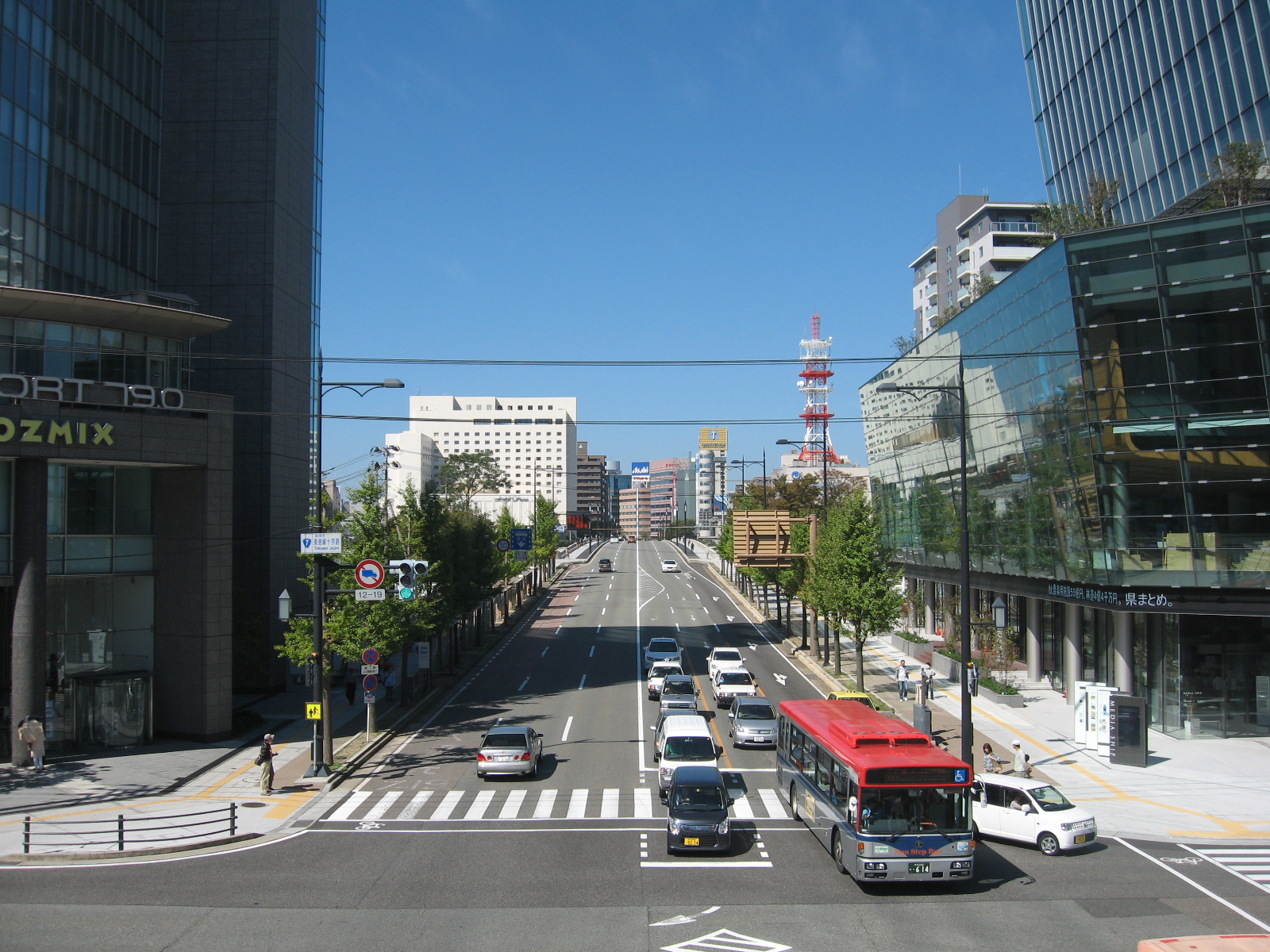
萬代橋は中心街の柾谷小路と東大通とを結んでおり、市内交通の要衝となっている。

信濃川の河口から数えて2番目に位置する橋であり、上流側には八千代橋が、下流側には柳都大橋がそれぞれ架かっている。
左岸（北西側）の下大川前通（しもおおかわまえどおり）および川端町（かわばたちょう）地内、下大川前通と交差する萬代橋西詰交差点と、右岸（南東側）の万代（ばんだい）地内、東港線と交差する東港線十字路交差点との間に架かる。
新潟市中心部のメインストリートである柾谷小路と、新潟駅万代口に通じる萬代橋通り・東大通とを結ぶ幹線橋梁であり、国道7号（重用：国道8号、国道17号、国道113号、国道350号）の経路となっている。
萬代橋は架橋以来長きにわたり、信濃川最下流に架かる橋だった。市内中心部にあるため自動車・歩行者・自転車とも通行量が非常に多く、近年はしばしば発生する渋滞に悩まされていた。このため、1960年代には下流部を経由する有料道路「みなと大橋」の架橋構想が浮上し、1974年（昭和49年）秋には建設構想が具体化したものの、オイルショック発生や市政の交代などにより頓挫した。だがその後も交通量は増大し続けたため、国と県、市は交通円滑化などを目指して1990年代から下流橋と、河口部を経由する水底トンネルの建設計画を進め、2002年（平成14年）5月19日、下流部に柳都大橋（りゅうとおおはし）、河口部に新潟みなとトンネルがそれぞれ開通した。萬代橋の1日あたりの自動車交通量は、柳都大橋・みなとトンネルの開通前まではピーク時で約65,000台（1985年〈昭和60年〉）に上ったが、開通後には交通量が分散されたことによって、2002年（平成14年）6月の調査では約46,500台、さらに2010年（平成22年）の調査では約半数の32,000台と徐々に減少している。だが、この間も歩行者・自転車の1日あたりの通行量は平均で合計10,000人・台前後に上っており、信濃川に架かる新潟市内の一般道の橋ではなお最大である。
萬代橋下流の右岸側にはアシが生い茂る中州が存在したが、架橋以降「万代島」（ばんだいじま）と呼ばれるようになった。また右岸側はかつて「流作場」（りゅうさくば）という地名だった。これは「作物を植え付けても、大水や洪水ですぐに流されてしまう」という、かつての立地条件に因んだ地名であるが、1970年代半ばに住居表示が実施されたことにより「万代」に改称し、昭和以降に埋め立てられ右岸側と陸続きになった先述の「万代島」も正式な地名となった。また新潟交通が主体となり、万代と八千代橋寄りの「八千代」とに跨って開発した商業地には「万代シテイ」という名称が付けられた。さらに1982年には新潟駅が南口の開設に際して、旧来の北側出入口に「万代口」という愛称を与えた。これらはいずれも、萬代橋に因んで命名されているものである。

## 歴史
|       | 竣工               | 構造 | 西詰                                 | 東詰                                  | 橋長  | 幅員   | 建設費概算  |
| ----- | ------------------ | ---- | ------------------------------------ | ------------------------------------- | ----- | ------ | ----------- |
| 初代  | 1886年（明治19年） | 木造 | 北緯37度55分12.8秒 東経139度3分3.1秒 | 北緯37度54分59.6秒 東経139度3分30.4秒 | 782 m | 7.3 m  | 33,800円    |
| 第2代 | 1909年（明治42年） | 木造 | 北緯37度55分12.8秒 東経139度3分3.1秒 | 北緯37度54分59.6秒 東経139度3分30.4秒 | 782 m | 7.9 m  | 126,000円   |
| 第3代 | 1929年（昭和4年）  | RC造 | 北緯37度55分13秒 東経139度3分5.7秒   | 北緯37度55分7.8秒 東経139度3分16.6秒  | 309 m | 22.0 m | 2,400,000円 |

### 初代
かつて、新潟市の市街地と沼垂町との間の信濃川には橋が無く、古くから渡船によって連絡されていた。しかし、当時の信濃川の川幅は約700 mと現在より遥かに広く、手漕ぎ船で渡るには約1時間を要し、さらには荒天や増水の際には渡ることができず、転覆事故もたびたび発生するなど著しく不便であった。1873年（明治6年）以降、新潟県には民間からの架橋計画が相次いで寄せられていたが、県は「信濃川の整備を最優先する」との名目で計画の受理を拒み続けていた。
新潟日日新聞（現在の新潟日報社の前身の1つ）社長の内山信太郎は1883年（明治16年）、県に1度目の架橋計画を提出したが受理されず、翌1884年に県が信濃川の整備計画を決定した後に、内山の計画はようやく受理された。内山は建設費用を捻出するため奔走し、第四国立銀行（現在の第四北越銀行）頭取の八木朋直に資金援助を依頼することになった。八木は一度は援助を断ったものの、北蒲原郡葛塚町（のちの豊栄市、現在の新潟市北区）の豪商が出資に同意したことから援助を決断した。
橋の設計は内務省土木局の内務三等技師の古市公威らが手掛け、工事の棟梁は長岡の猪俣五郎吉が務めた。1886年（明治19年）2月に県から着工許可が下りて工事に着手し、約9か月を掛けて築造され、同年11月4日に木造橋が開通した。工事費は当初の計画では約24,700円を見込んでいたが、欄干や敷板にヒバ材を使用したことなどから、約33,800円を要した。当時の流作場新田（現在の中央区弁天・万代付近）の地価が1坪10銭、大工の手間賃は1日16銭で、萬代橋の工事費は莫大な額であった。
橋梁部は現在より約30 m上流側に架けられ、橋長430間（約782 m）、幅員4間（約7.3 m）を有した。前述のように当時は川幅が広かったため、橋長は現在の2.5倍以上で、現在の礎町通一ノ町付近から流作場五差路付近にまで及ぶ長大な橋梁であった。また、日本国内の橋梁としても当時最長であった。
橋梁名は、萬代（よろづよ。永世、永久などの意）までも新潟の街の発展に尽くすことを願って「萬代橋」と名付けられた。内山は架橋前から橋の名を既に決めており、1885年（明治18年）に内山が提出した2度目の架橋計画には「架橋名称ノ義ハ萬代橋（ヨロヅヨバシ）ト称呼致度候也（橋の名称は萬代橋と名付けたいと存じます）」と記されていた。当初は内山が命名した通りに「よろづよばし」と訓読しており、開通後数年間の新聞記事にも「よろづよばし」とルビが振られていた。だが、徐々に「ばんだいばし」と音読されることが多くなり、こちらの方が一般的になっていった。1890年（明治21年）前後の一部の市販地図の中には、既に「バンダイバシ」と記載されたものも発行されていた。音読の「ばんだいばし」に変わった正確な時期や理由は定かではないが、のちに正式な橋梁名も音読となった。
当初は内山と八木が共同で経営する有料橋で、通行者は渡橋の際に「橋銭」（通行料金）として、西詰の番人小屋で1銭を徴収された。また橋の開通後も、渡船が営業を継続していたことなどもあって、1887年（明治20年）の1月・2月の平均通行者は1日あたり200人前後、月平均の収入は100円程度にとどまっていた。渡橋が有料であることに関しては利用者からも不評で、作家の尾崎紅葉が1899年（明治32年）に新潟を旅行した際に、萬代橋で橋銭を徴収されたことに憤慨していたという逸話も残っている。
1898年（明治31年）に北越鉄道（現在の信越本線）が開通し、沼垂駅が開設された。当時の新潟は「河川蒸気」と呼ばれる乗合汽船による水運が交通の主体だったが、鉄道の開通によって萬代橋の重要性は徐々に増しつつあった。しかし、萬代橋は木橋であるために多額の修繕費が必要で、橋そのものの経営は極めて困難な状況に陥りつつあった。また交通量が増加する一方、橋が有料で、かつ一個人の所有物であることに対して世論も疑問を呈し始め、新潟の発展のためには行政が橋を管理すべきという世論が高まっていった。こうしたことを受け、新潟県は1900年（明治33年）に萬代橋を約15,900円で買収した上で県道として管理することになり、開通から14年目にして無料化され、のちに夜間照明も設置された。
1904年（明治37年）には、北越鉄道が萬代橋東詰に開設された新潟駅まで延伸開通し、萬代橋の交通量は増加の一途をたどった。1907年（明治40年）2月2日に沼垂町で発生した大火では、沼垂の消防能力が限界に達したところ、新潟市から消火応援のため、萬代橋を経由して蒸気ポンプが出動した。新潟市は旧長岡藩、沼垂町は旧新発田藩とそれぞれ出自が異なり、江戸時代以来、信濃川や阿賀野川、新潟港や、前述の北越鉄道の駅設置など、さまざまな権益をめぐって再三にわたって紛争を繰り返してきたが、この初の消火応援をきっかけに歩み寄りを見せるようになった。
1908年（明治41年）3月8日、新潟市古町通八番町の芸妓屋を火元とする火災が発生した（新潟大火・若狭屋火事）。火は北西の強風に煽られて延焼し、遂に萬代橋に引火。さらには火の粉が付いた避難者の荷物からも引火して、橋梁の西詰側から半分以上の260間（約472 m）が焼け落ちた。この大火では市の中心部で1,198戸が焼失するなど甚大な被害をもたらしたが、さらに萬代橋が焼失したことで道路網までもが絶たれることになった。当時の沼垂町長は焼け落ちた萬代橋を「昨日まで 何こころなく渡りしに 焼けてしらるる 萬代のはし」と詠んで嘆いている。

### 2代目
1909年（明治42年）12月竣工。
萬代橋は既に新潟市の交通において重要な橋となっていた。県は大火の翌日午前9時から県営の渡船を開設し、1日約5,000人の輸送力を確保した。しかし牛馬車や荷車などは渡すことができなかったため、重い荷物の輸送がままならなくなった。
そこで県は焼け残った基礎杭を使用し、仮の吊橋を焼失から4か月後の7月に架橋して人車の通行を確保し、同時に架橋を進めて1909年（明治42年）12月に竣工した。当初は年明けの竣工を予定していたが、県では既に大火発生前から、老朽化が進んでいた初代橋梁の改築計画を進めており、1907年（明治40年）の県議会では架け替えが決議され、橋脚の杭の耐久性に関する調査なども進められていた。また直径約40 cm、長さ約15 mのスギの丸太で造られた初代の基礎杭をそのまま使用したことも、工期短縮につながった。
2代目橋梁は、橋長430間（約782 m）、幅員4間2尺（約7.9 m）で、初代とほぼ同じ規模ではあるが、交通量の増加に合わせ、幅が約60 cm広くなった。総工費は約126,000円を要した。
長年にわたる不和が続いていた新潟市と沼垂町は萬代橋の開通以降、人的・物的な交流が一層深まり、生活圏が徐々に一体化されていった。また新潟市は、人口増加に伴う市街地拡大によって港湾開発の余地が無くなり、新潟港の近代化や陸上交通の拡充を進めるには、沼垂側の広大な土地を利するしかなくなっていた。一方の沼垂町も、町単独では都市や港湾の整備を進めることができず、広大な土地を持て余したまま開発は停滞していた。こうした潮流の中、前述の消火応援を機として、両市町の一体化へ向けた機運が決定的となり、新潟市と沼垂町は1914年（大正3年）4月1日付で合併。翌1915年（大正4年）には沼垂地区で市営の築港事業が開始された。萬代橋の架橋は、新潟市を都市として発展させる1つの大きなきっかけとなった。
この初代および2代目の萬代橋を支えていた基礎杭が1996年（平成8年）6月、万代側の地下道「万代クロッシング」の工事に際して出土した。基礎杭跡は同地下道内のフリースペースに保存され、現橋のモックアップ（模型）と共に展示されている。

### 3代目（現橋）
1927年（昭和2年）7月16日に起工式を執り行って工事に着手し、1929年（昭和4年）8月、2代目橋梁の約30 m下流側に竣工した。

#### 架け替えに至るまで

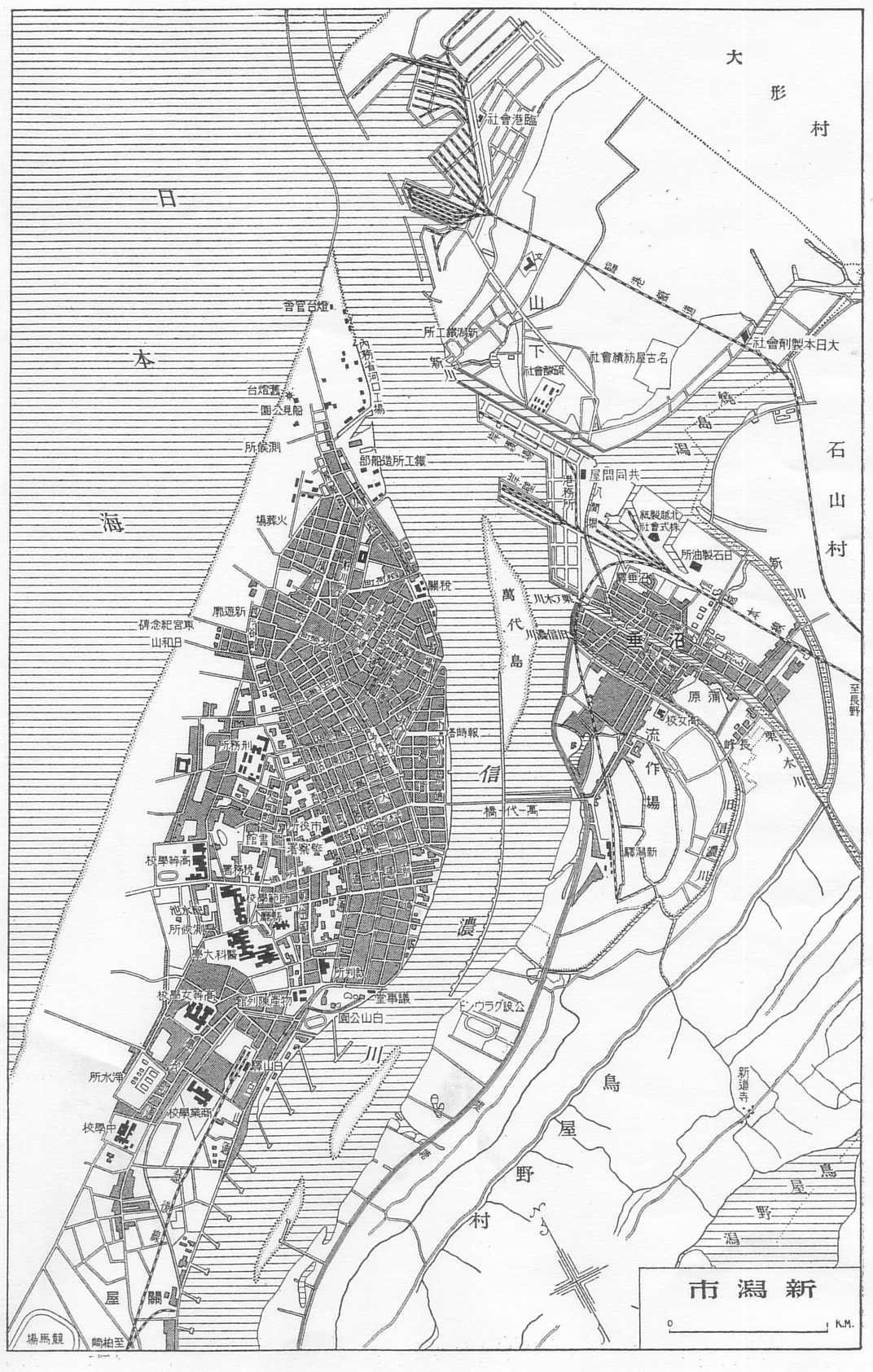
1930年頃（昭和初頭）に発行された新潟市の地図。第2代から第3代への架け替え工事の途上の様子が描かれている。

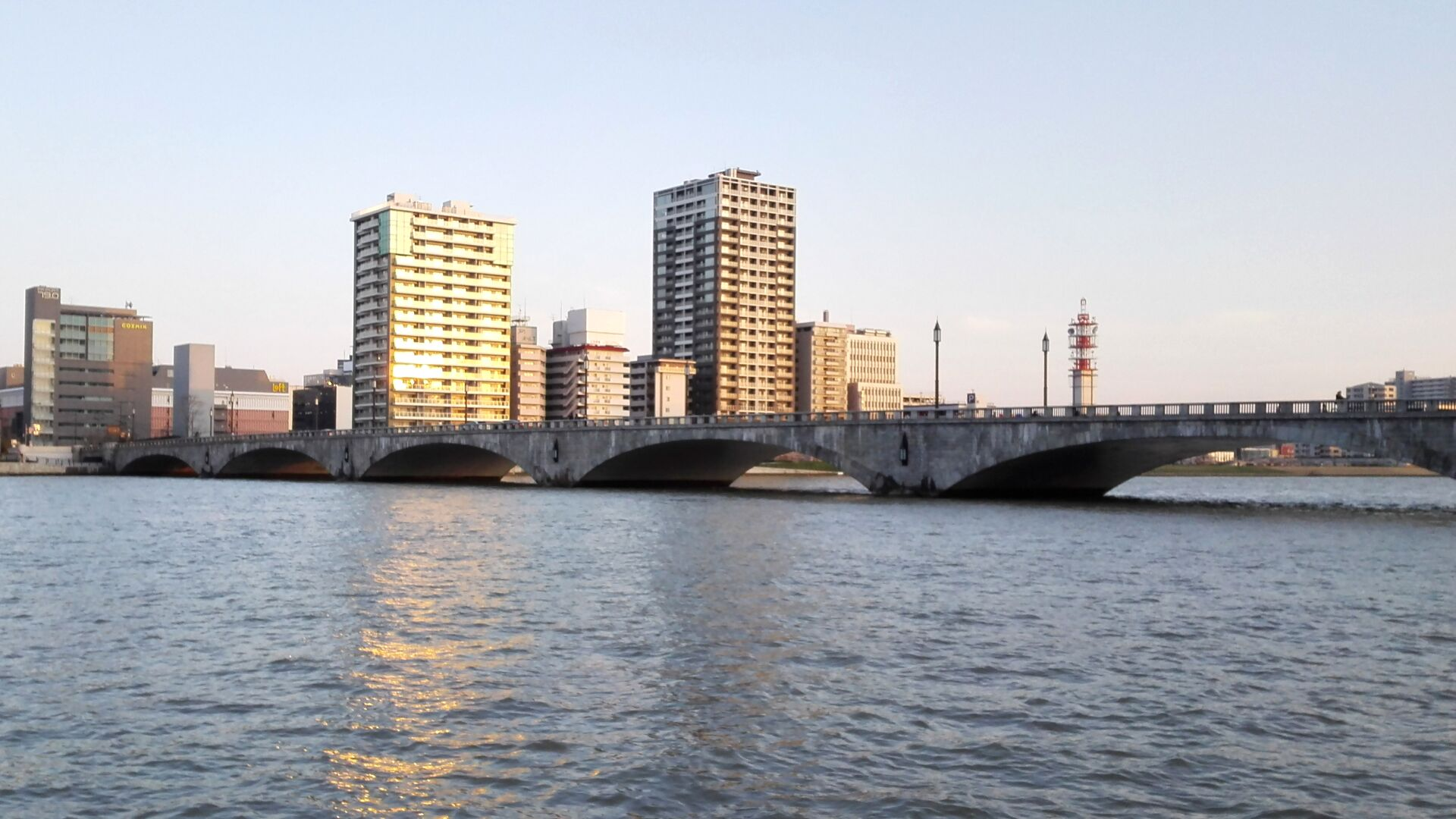
信濃川の水面に美しいアーチを描く姿は、新潟市のランドマークの1つに数えられている。

信濃川は低湿な新潟平野に大きな水害をもたらすことから、江戸時代から幾度も分水路の開削が計画されていたが、1896年（明治29年）の大水害をきっかけに実現される運びとなった。工事は、内務省直轄の国家事業として1909年（明治42年）に着手され、1922年（大正11年）8月に大河津分水路が完成した。そして通水が開始されると、分水から下流の信濃川の水量が著しく減少し、新潟市内の川幅は約770 mから、3分の1の約270 mにまで縮小された。
一方、明治時代末期から大正時代にかけて、全国の都市では路面電車やバスの運行が相次いで開始され、さらにトラックによる貨物輸送も始まるなど、日本国内の各地では自動車交通が次第に盛んになっていった。
新潟市でも、1913年（大正2年）6月8日に新潟駅と白山駅との間で、市内初のバス事業が開始され、さらに1922年（大正11年）7月12日には新潟駅と白山神社との間で、初の本格的な路線バスの営業が開始された。当時の車体は赤い塗装であったことから、市民の間では「赤バス」の通称で親しまれるようになった。このように新潟市でも大正期から自動車の通行量が次第に増え、既に老朽化が進んでいた2代目橋梁は、赤バスなどの自動車が通行するたび、橋の敷板がバタバタと音を立てて跳ね上がることから「バッタン橋」とも揶揄され、また損傷も増加し、たびたび修繕を余儀なくされていた。
こうした中、内務省の都市計画新潟地方委員会が1925年（大正14年）に策定した「新潟都市計画」には、萬代橋を架け替え、車道の中央部に路面電車を通す計画が盛り込まれ、信濃川の幅員縮小を機に橋長を短縮し、路面電車の軌道敷設と自動車交通の双方に対応できる永久橋梁への架け替えが行われることになった。
当時、日本の架橋技術は大幅に進歩していたとはいえ、その建設費は240万円に上った。これは当時の国の年間道路予算の約350万円に比して約7割、新潟県の年間予算1,139万円に比しても約2割にも上る巨額な規模であった。その費用の一部は、縮小した信濃川の流路跡を埋め立てた土地の売却代金で補い、他は県債や国の補助金などを財源とした。流路跡の埋め立ては戦後に跨り約25年間にわたって進められ、市街地拡大や港湾施設の拡充に役立てられた。

#### 工事の経緯

##### 設計
建設は新潟県の県営事業であったが、橋の全体設計は関東大震災後に隅田川への架橋工事を多数手掛けた内務省復興局に委託され、橋梁技術者の福田武雄が実際の設計を担った。文献によっては東京帝国大学（現在の東京大学）教授で復興局設計課長の田中豊が設計したとする記述もあるが、実際には後輩格にあたる福田に設計を一任しており、田中は指導者および監修者としての立場に留まっていた。
福田は1925年（大正14年）に東京帝国大学工学部を卒業して復興局入りした新進技術者であったが、1926年（大正15年）に手がけた萬代橋の設計において、早くも優れた技量を発揮した。
RC（鉄筋コンクリート）アーチ橋を採用したのは、関東大震災に際してアーチ橋の損傷が少なかったこと、また河口に近いため、鉄橋では潮風による錆が懸念されることによるものである。橋自体は非常に緩い放物線を描いて僅かに中央で反り返っており、強度と美観を巧みに両立させた。当初は8連構造のアーチ橋を想定していたが橋脚を減らすため、当時の技術で許す限りのロングスパンアーチ6連構造とした。加えて景観を考慮して全体のバランスを計算し、アーチの支間（隣り合う橋脚の中心間との距離）を中央から順に42.4 m、41.5 m、39.0 mと、端に行くにつれて僅かずつ小さくなっている。中央部2つのアーチが大きいのは、当時まだ盛んだった信濃川の河川交通を阻害しないことを配慮したためである。この中央部2つのアーチの支間は、当時の日本国内のコンクリート構造物としては最大を誇った。また、河岸埋め立てや都市計画の進捗など将来的な都市設計を考慮して、橋梁両詰には鉄道や道路を立体交差で通せるよう、小さなアーチが各1箇所設けられた。
路面の幅員は、当初の計画では9間（16.4 m）となっていたところ、付近に軌道専用橋梁の架橋を予定していた新潟電鉄（現在の新潟交通の前身の1つ）は、萬代橋の架橋計画に便乗する形で方針を転換し、自社計画を返上した。そして軌道敷分の幅員3間（5.5 m）を確保するよう県と内務省に出願し、建設費として40万円を拠出することになった。こうした経緯を経て、萬代橋は当時の地方都市の道路橋梁としては異例かつ破格の、幅員12間 (22 m) を有する併用軌道付の道路橋梁として設計された。
福田は萬代橋の設計で、2,000円という当時としては多額の報酬を受け、これを資金にドイツ留学を果たしたという。彼はその後も日本における橋梁設計の第一人者として生涯活躍した。

##### ケーソン工法
1927年（昭和2年）7月16日に起工式が執り行われ、現橋の架橋工事が着工。橋脚の基礎部には、当時の日本ではまだ例の少なかった空気潜函工法（ニューマチックケーソン工法）を用いることとなった。この工事では、初めて日本人のみの手によってケーソン工法が実施された。
ニューマチックケーソン工法はアメリカから導入された当時最新の技術で、関東大震災の復興時に招請された米国人技術者の指導により、隅田川に架かる永代橋の架橋工事に導入された。萬代橋架橋に当たっては、この技術指導を受けた技術者である、内務省復興局技師の正子重三らが招聘されている。
着工後、まず最初に巨大な機械設備が2か月をかけて組み立てられ、潜函が川底に埋設された。その後架橋予定箇所には、鋼鉄製の巨大な筒が次々と打ち込まれ、周囲には足場が組まれた。この筒は地下の基礎工事の作業現場に通じていたもので、その最上部には「ロック（気閘）」と呼ばれる室が備えられていた。「ロック」は、地上の大気圧と、圧縮空気が送り込まれている地下との圧力差を調整する設備である。
当時のケーソン工法は過酷な人力掘削であった。しかし潜函夫に対しては潜函病対策の体調検査を受けさせるなど十分な配慮がなされ、工期中は数名の軽症者が出たのみで、犠牲者を出さずに済んだ。
こうして製作された、水面下の基礎地盤に達する高さ15.2 m、幅7.9 m（4 - 5階建てのビル相当）にも及ぶ巨大な基礎は、2箇所の橋台基礎と5箇所の橋脚基礎に用いられた。この堅固な基礎によって、萬代橋の高い耐震性が確保されたのである。
風説
しかし、建設工事が行われた当時はまだケーソン工法が一般的でなかったため、新潟市民は実情を理解しないままに「恐ろしい作業現場」という誤ったイメージを抱くことになった。
作業員は毎朝、潜函上の筒の中から入ったきり、なかなか出て来なかった。詰所には診療所が設けられており、夕刻になると潜函夫らが人力車に乗って病院に向かう姿が見られた。これらは安全対策のために十分な検査に努めた故の措置であったが、市民はこれを遠巻きに見て重大事態であると誤解した。
やがて市内では「あの筒の底では、毎日何人もの人が死んでいる」「一度入ったら、二度と戻ってくることはできない」など、あらぬ風説が立ち始めた。工事は万全な安全対策を施しており、死亡事故も発生してはいなかったものの、この風説によって市民や関係者が動揺し、工事に支障を来すことが懸念された。
そこで工事指揮者の正子は、工事の実情を広く公開して誤解を解くため、地元新聞記者を潜函内の現場取材に招く策を採った。現場の状況が詳細に報道されたことにより、ほどなく風説は沈静化した。

##### 化粧張り
基礎工事で発生した砂や砂利は、コンクリートの材料として非常に適しており、そのまま躯体の本体となるコンクリート構造物の材料として有効活用され、これにより砂や砂利を別途調達する必要が無くなった。現在で言う「現場発生材の再利用」による「コスト縮減」である。建設に使用したコンクリートは合計で約36,000 m3にも上る膨大な量であったが、これらの縮減策により、約10万円の費用削減効果を得ることができた。
この約10万円を活用して、橋梁本体表面には化粧張りが施されることになった。これは県側の提案によるもので、内務省は建設事業に費用を拠出する立場上、この案に当初は難色を示し、また県の財政も潤沢ではなかったものの、結局敢えて化粧張りを断行するに至った。使われたのは茨城県真壁町（現在の桜川市）産の御影石で、装飾の設計は逓信省の建築技師の山田守が担当し、合計で約9000個の構造物が造られ、橋梁本体に取り付けられた。敢えて意匠（デザイン）に費用を投じたことで外観に重厚な趣と風格を与え、今日に至るまで新潟市のシンボルとして親しまれる橋となり、さらに機能面においても鉄筋コンクリート部の表面を保護し、河口部からの潮風による塩害や、構造物の経年劣化を軽減する役目も果たしている。

##### 開通
こうして着工から2年の歳月を経て、1929年（昭和4年）8月23日に3代目の現橋が開通した。開通当時は橋長170間 (309 m) 、幅員12間（22 m）であった。
前述の路面電車の軌道敷設計画は、1933年（昭和8年）に県庁前駅（のちの白山前駅）までの区間が開通した、当時の新潟電鉄線（のちの新潟交通電車線）を東中通、柾谷小路から萬代橋を経由して新潟駅へ延伸するという計画であったが、費用等の事情から実現しなかった。新潟電鉄の後身である新潟交通は、戦後はトロリーバス計画に転換するなどして、1958年（昭和33年）まで工事申請を更新し続けたものの、結局実現には至らなかった。
開通当時は、自動車の交通量がまだ少なかったこともあって、幅の広い堅牢なコンクリート橋であることに「新潟には分不相応な、豪華過ぎる橋」という批判もあったという。だが、こうした設計は現在の構造規格に対しても遜色ないもので、これらが後に功を奏し、架橋から80年以上を経た21世紀の車社会においても、4車線の大動脈として機能するに至っている。

#### 万代橋事件
1948年（昭和23年）8月23日、現在の「新潟まつり」の前身にあたる「川開き」の2日目、信濃川では花火大会が開かれ、萬代橋周辺も大いに賑わった。しかし午後8時55分頃、打ち上がり始めたスターマインを見ようと、観衆が一斉に下流側の欄干に殺到した。欄干の空洞部には元々鉄柵が据え付けられていたが戦時下の金属供出によって撤去され、木柵に付け替えられていたため強度が低下しており、重みに耐えきれなくなった欄干は約40 mに亘って落下、約100名の観衆が信濃川に転落して、死者11名、重軽傷者29名を出す大惨事となった（万代橋事件）。
この事故以降、新潟まつりでの花火大会の際には、萬代橋など信濃川の橋梁上で立ち止まっての見物は禁止されている。この花火大会における橋梁歩道部の通行規制措置は新潟市全域で取られており、中には阿賀野川に架かるござれや阿賀橋と阿賀野川大橋のように、花火大会の開催中に歩道部を全面通行止とする例もある。

#### 地盤沈下
1950年代半ば、新潟市周辺で著しい地盤沈下が発生した。これは地下の含水層に溶融している水溶性天然ガスの採取を目的に地下水を汲み上げることによるもので、市域周辺の市街地化進捗や生活様式の近代化に伴って揚水量が急増し、地下水位が急激に低下したことによって引き起こされたものであった。急激な地盤沈下によって、市内中心部では堀の水質悪化や、港湾部の慢性的な浸水、信濃川河口の突堤の決壊、海岸沿いの砂丘の崩壊などといった深刻な被害が生じ、新潟市や新発田市をはじめとする周辺市町村で広い範囲にわたり、1年間あたり平均20 cm以上、特に坂井輪地区（現在の新潟市西区北部）では53.7 cmの沈降（1960年の観測データ）が発生するなど、大きな社会問題となった。
このため、国と県、各市町村が地盤沈下の原因究明のため組織的な調査を実施した結果、1959年（昭和34年）、当時の科学技術庁内に設けられていた資源調査会は「地下水の急激な大量揚水であるとの説を重視せざるを得ない」との見解を発表し、さらに翌1960年（昭和35年）の最終報告において「主原因はガス・水の大量汲み上げである」と断定した。これに基づいて1959年（昭和34年）以降、新潟市周辺では水溶性天然ガスや一般地下水の採取規制が順次実施され、大規模な地盤沈下はほぼ沈静化した。
萬代橋はこの一連の地盤沈下によって、橋梁部全体が架橋当初より約1.2 m沈降した。この大規模沈下が沈静化した後も地盤沈下そのものは更に進んだため、今日においては架橋当初と比較して橋梁部全体が約1.4 m沈降している。橋脚の水面付近には、橋脚に当たる流水の水圧を和らげるため「水切り」と呼ばれる半球状の構造物が設けられているが、水切りは現在、その大部分が水面下に没している。
1961年（昭和36年）4月25日、国道7号の新潟市本町通七番町から新発田市猿橋までの延長24.3 kmが、国が直轄管理を行う指定区間に指定されたのに伴い、萬代橋の管理業務は新潟県から当時の建設省に移管された。

#### 新潟地震
1964年（昭和39年）6月16日午後1時2分（日本時間）に発生した新潟地震に際し、萬代橋は、深い基礎を伴った耐震設計の確かさを証明することになった。
地震によって新潟市中心部は液状化現象で地盤が沈降し、そこへ津波が河川を遡上したことによって広範囲にわたり浸水するなど、大きな被害が及んだ。信濃川の道路橋梁に関しても、この6月に上流部で開通したばかりの昭和大橋は落橋、1962年（昭和37年）に開通していた八千代橋も著しく損傷した。これに対し、萬代橋は両岸部の地盤が約1.2 m沈下し、取付部が破損したものの、橋梁部そのものは全体に約10 cm沈降しただけで耐え抜いた。市内に架かる信濃川の橋梁で、躯体の甚大な損壊を免れたのは萬代橋と帝石橋（現在の平成大橋の前身にあたる橋梁）の2橋梁のみであったことから、速やかに応急復旧工事が施され、6月21日未明から車両の通行を再開し、被災者救援の交通に供された。
地震被災当時、架橋後30年以上を経た古橋である萬代橋の堅牢さは、被害を受けた当時の新潟市民に強い感銘を与えた。萬代橋への敬慕の念を抱く新潟市民がことに多いのは、この逸話に因る面も大きい。
とはいえ地震による随所のダメージは大きく、同年11月から翌1965年（昭和41年）5月まで約7か月を掛けて復旧工事が行われた。この際、萬代橋には橋梁の両側に並行して仮橋梁を架橋し、上下線の人車の通行を確保しながら、損壊個所の補修や補強などが施された。両詰の橋詰広場は、災害時の避難場所や、仮橋や迂回路を設置する場所として活用することを想定して建設されたものだが、この復旧工事の際には、実際に仮橋梁の取付部として使用された。
この復旧工事によって橋長が約2 m短縮されて現在の306.9 mとなり、各アーチをはじめとする構造物が補強された他、両詰に1箇所ずつ設けられ、地震で損壊した小アーチは作業工程の都合上、ラーメン構造の人道函渠（ボックスカルバート）に改造された。東詰側には新潟駅から萬代橋を前述の小アーチでアンダーパスし、下流の万代島に至る信越本線の貨物支線が通じていたが、こちらも液状化と津波で大規模な被害を受けたため、1965年（昭和41年）8月20日付で廃線された。現在、この両詰のボックスカルバートはいずれも市道がアンダーパスしているが、前述の地盤沈下と、この新潟地震による液状化の名残りから、ボックス前後の線形は緩やかな鈎の手状のカーブを描いており、上流側と下流側では約1 mの高低差がある。

#### ライトアップ

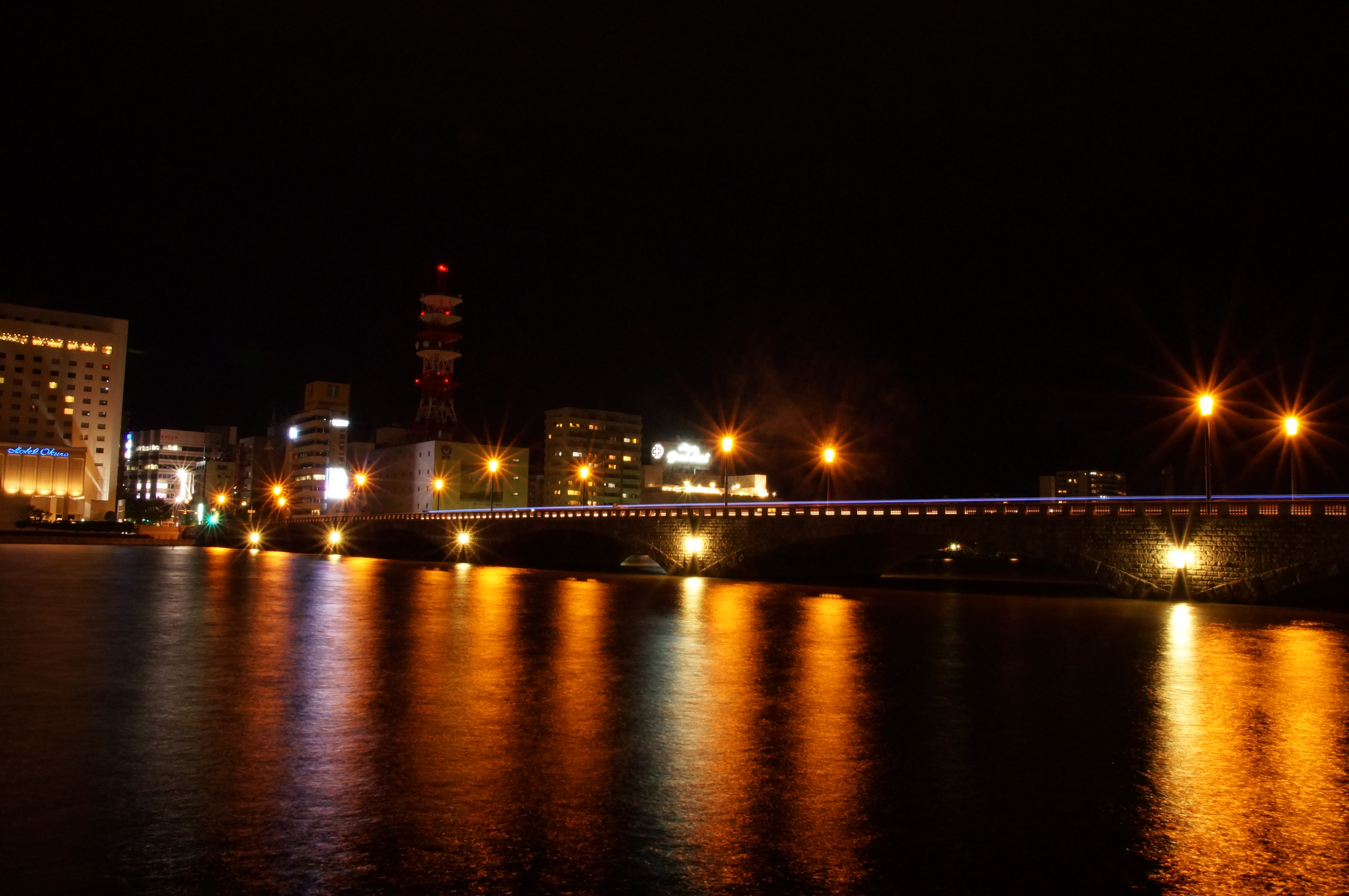
橋側灯によるライトアップ

1985年（昭和60年）8月、初代萬代橋の架橋から、数え年で100周年となったことを記念して、市民・県民の寄付で橋のライトアップが実現した。現橋の架橋当初には南部鋳物で造られた「橋側灯」が設置されていた。この橋側灯は単に橋脚を照らすだけでなく、夜間に信濃川を航行する船舶が橋脚に衝突するのを防ぐため設置されていたもので、戦時中の鉄材供出により撤去されたままとなっていたが、それから約40年を経て、違った形ではあるものの復活を見ることになった。夜の水面に、春・夏は鮮やかな昼白色、秋・冬は暖かな淡いオレンジ色の光に照らし出される萬代橋は、夜の新潟の街を彩る風物詩となった。ただし後年は機器の老朽化等の事情で、照明は通年オレンジ色だった。
1986年（昭和61年）には手づくり郷土賞（ふるさとが誇りとする橋）を受賞した。
1989年（平成元年）8月、新潟市制100周年を記念して、新潟まつりの「民謡流し」が初めて、柾谷小路北端の寄居町交差点（東中通・西大畑通との交点、通称「日銀前交差点」）から萬代橋を挟んで、東大通の東大通交差点（明石通との交点）までの間で行われた。この年以降、民謡流しはこのコースで実施されている。なお民謡流しは、前年の1988年（昭和63年）までは2日間開催されていたが、コース変更に際して市内交通への配慮から1日のみの開催に削減された。
また1994年（平成6年）8月には、福岡県福岡市東区内に架かる国道3号の道路橋梁「名島橋」との間で兄弟橋締結調印式が行われた。名島橋は萬代橋と同じコンクリートアーチ橋で、萬代橋の架橋65周年、名島橋の架橋60周年を記念して縁組が行われたものである。

#### 重要文化財指定に至るまで

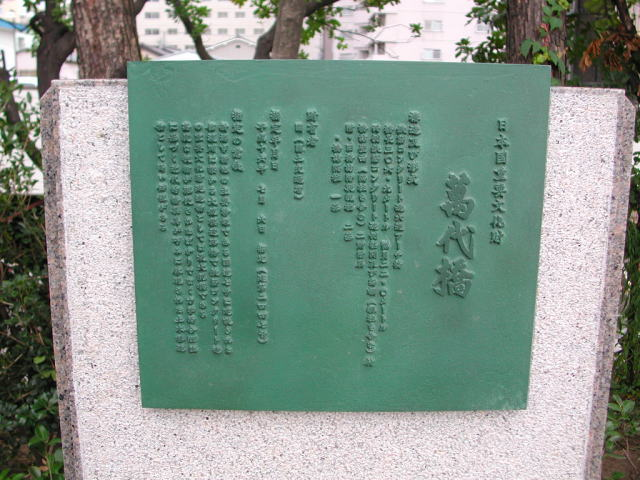
2004年7月6日、国道の橋梁としては日本橋に次ぐ全国2例目の重要文化財に指定された。

現橋の架橋70周年を迎えた1999年（平成11年）、萬代橋を管理する建設省新潟国道事務所（当時）は「温故知新・新潟まちづくりワークショップ」を開催。行政と市民が萬代橋や街づくりに関する意見を交わすなど、市民が萬代橋の価値を再認識する契機となり、翌2000年（平成12年）には新潟国道事務所を中心とした「万代橋協議会」が、また市民有志による「万代橋を愛する会」がそれぞれ設立・結成され、橋の清掃などといったボランティア活動を通じて萬代橋と街づくりに関する啓発活動をはじめた。
土木学会は2002年（平成14年）11月23日、萬代橋を土木学会選奨土木遺産に認定した。この選奨土木遺産とは、明治時代から昭和時代初期の戦前にかけて建設された文化的価値の高い近代土木遺産に関して、その保存と活用を促進するために顕彰する制度で、萬代橋は、日本人技術者による初の空気潜函工法を用いた点、充腹アーチ橋として建設当時の国内最大の支間長を有している点、新潟地震に耐えて市民の生活を支えた点が評価された。
そんな中2003年（平成15年）、国土交通省は萬代橋の改修工事を検討する旨を発表した。萬代橋の欄干は高さ約850 mmと低く、国の現行基準である1,100 mmを満たしていなかったため、歩行者・自転車など歩道部の利用者の安全性を考慮した歩道部の補修と併せて、欄干高さも基準値に改良することを図ったものであった。
現橋の欄干高さは全体的なバランスや景観まで考慮してデザインされたものであり、この改修工事計画が公表されると、直後から「（欄干かさ上げによって）市民が慣れ親しんだ萬代橋の景観が損なわれる」と危惧する意見が市民から数多く寄せられ、市民側の「愛する会」は萬代橋の文化財指定を検討するよう、行政側に対し働きかけを開始し、同年10月30日には新潟市と国土交通省新潟国道事務所に対し、20以上の市民団体の連名による「萬代橋の景観保全についての要望書」が提出された。これを受け、萬代橋の改修を巡って市民側と行政側が議論の場を設けて意見交換を行うこととなり、「万代橋とにいがたのまちづくりを考えるワークショップ」が開催され、議論は萬代橋の改修や景観、街づくり等に及んだ。この改修計画の是非について討論を行った結果「基準値を満足しなくとも、市民の自己責任によって橋を利用する」という前提で『現状の高さを維持すべきである』とする結論を得た。
その後、この議論を機に「愛する会」を改組して結成された市民団体「万代橋ワークショップ」などが、萬代橋を重要文化財に指定することを目指して要請活動を始め、また新潟市長からも国へ要請が出されるなど、重要文化財指定への機運が徐々に高まっていった。
この結果、現橋の架橋75周年を迎えた2004年（平成16年）4月16日、文化審議会は、橋梁デザイン史上における価値の高さと、技術的達成度を示す遺構として貴重である旨を評価して、萬代橋を重要文化財に指定する答申を行い、同年7月6日付で正式に指定された（官報号外第147号、文部科学省告示第120号）。一般国道の橋梁が重要文化財に指定されたのは日本橋（東京都中央区）に次いで全国で2例目、新潟県内の土木構造物が指定されたのは初のことであった。また重要文化財のうち、鉄筋コンクリートの構造物としては全国最大である。
指定範囲は橋梁本体に加え、両側鉄筋コンクリート造側径間および高欄（親柱を含む）付、橋詰壁面（隅柱を含む）2所附属、旧橋詰階段親柱2基および橋詰隅柱1基で、架橋時のすべての構造物が指定された。
また重文指定に際して、正式な橋梁名を新字体の「万代橋」から、建設時よりの橋名板表記である「萬代橋」に復し、地図や道路標識の表記も順次当初の表記に変更された。なお、萬代橋に隣接する柳都大橋の架橋や、広小路の道路拡幅や街路整備などを行う国土交通省の事業名称は、萬代橋の表記変更後も「一般国道7号 万代橋下流橋」のまま変更せず、事業が継続された。この他、東詰側の町名や、新潟駅の出入口などの表記についても「万代」を維持している。

#### 重文指定に伴う景観復元

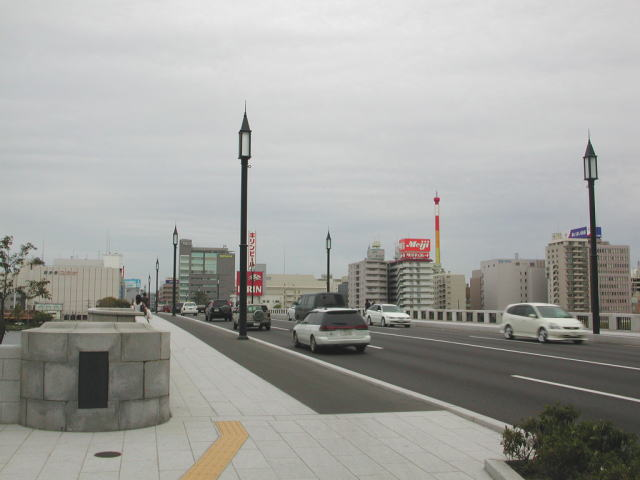
架橋当初の原型に復元された街路灯。重文指定当時。

重文指定に先立って、国土交通省新潟国道事務所は建設当時の設計図などに基づいて、萬代橋を架橋当初の姿に可能な限りの範囲で復元する改修工事に着手した。歩道部の排水性舗装化とロードヒーティングの設置など、歩道部のバリアフリー化を兼ねた路面補修の他、街路灯が架橋当初と同型の意匠に交換された。当時の街路灯には路面電車の計画に合わせ、架線を支えるフックが設けられていたが、これも復元されている。さらに老朽化したライトアップ用サーチライトに代わり、戦前に設置されていた10基の橋側灯が復活した。このうち半数の5基分の製作費については、市民からの寄付（約1,800万円）で賄われた。なお街路灯と橋側灯の本体は、架橋当初と同じ南部鋳物で鋳造されたものである。この改修完工に際し、8月21日には萬代橋の重要文化財指定を記念して「萬代橋誕生祭」を開催、75歳の誕生日と重文指定を祝った。
こうして市民が参加する形で行われた景観復元工事は、2009年度（平成21年度）の土木学会デザイン賞を受賞した。
なお2004年（平成16年）までは橋の両詰の道路上に、橋名を記載した案内標識が設置されていたが、重文指定を前に撤去された。しかし撤去以降、県外の観光客などから「橋の上を通っても橋の名前が分からない」との意見が寄せられたことから、新潟国道事務所は2011年（平成23年）2月6日深夜に案内標識の再設置工事を実施した。

#### 青い萬代橋

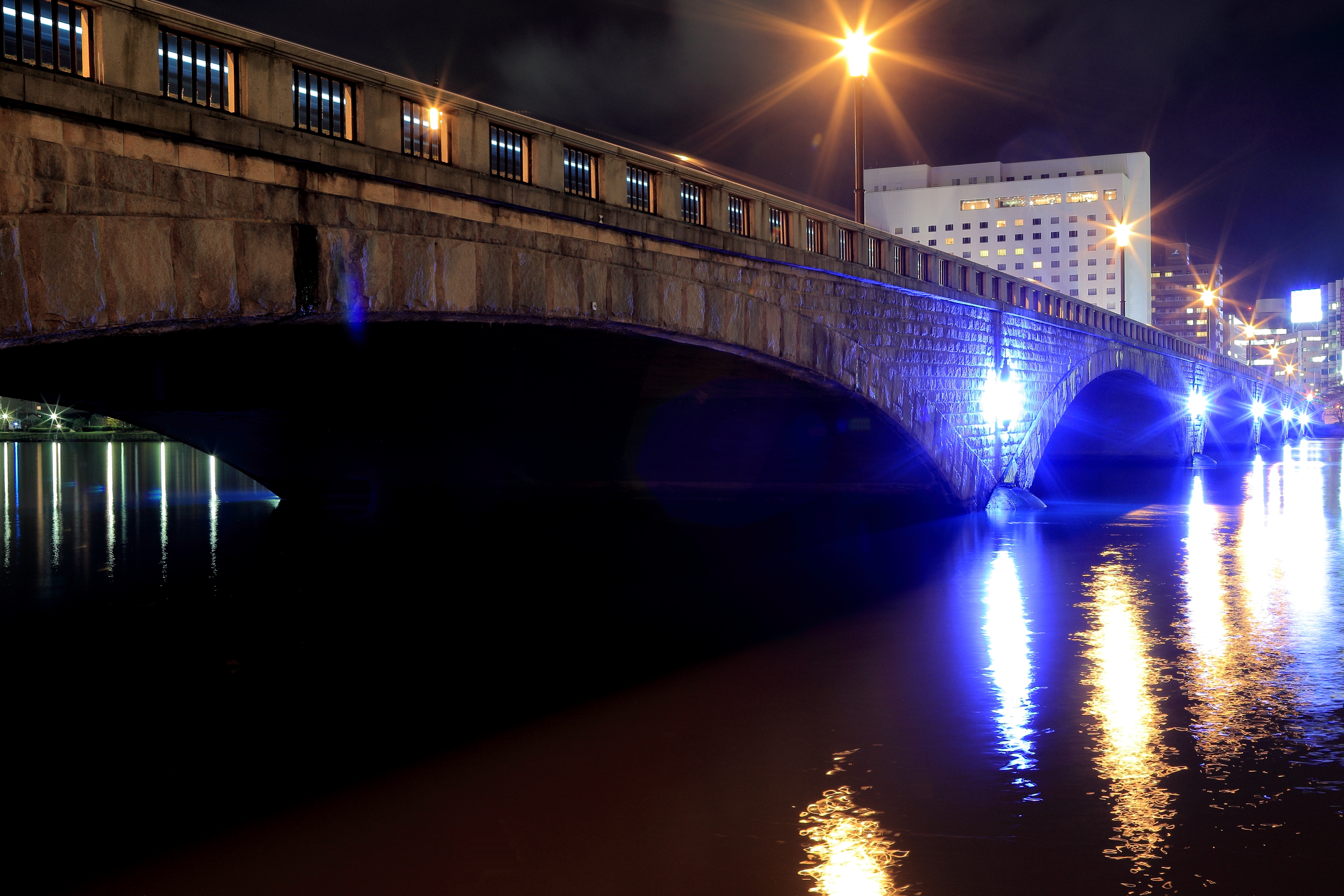
世界糖尿病デーのブルーライトアップをしている萬代橋

新潟国道事務所では2008年（平成20年）から毎年11月の「糖尿病週間」の夜間、萬代橋の橋側灯のランプを通常のオレンジ色から、青色に交換してライトアップを実施している。これは11月14日の「世界糖尿病デー」に因み、糖尿病に関する知識の普及啓発活動の一環として実施しているもので、ブルーは糖尿病を示すシンボルカラーである。